# Ángeles y demonios (película de 2009)
Ángeles y demonios (título original en inglés: Angels & Demons) es una película estadounidense de suspense y misterio de 2009 dirigida por Ron Howard, escrita por David Koepp y Akiva Goldsman, y basada libremente en la novela homónima de Dan Brown. Es la secuela de la película de 2006 El código Da Vinci, también dirigida por Howard y es la segunda parte de la serie fílmica del profesor Robert Langdon. La novela fue publicada primero y después se realizó su adaptación cinematográfica. El rodaje tuvo lugar en Roma y en los estudios de Sony Pictures en Culver City, California.
Tom Hanks repite su papel como el profesor Robert Langdon, así como el productor Brian Grazer, el compositor Hans Zimmer y el guionista Akiva Goldsman, con David Koepp uniéndose para ayudar a este último.
El filme obtuvo críticas mixtas de parte de la prensa especializada, y logró recaudar cerca de $485 millones de dólares alrededor del mundo.

## Argumento
Bajo la atenta mirada del padre Silvano Bentivoglio (Carmen Argenziano) y la doctora Vittoria Vetra (Ayelet Zurer), la Organización Europea para la Investigación Nuclear (CERN) inicia el Gran Colisionador de Hadrones y crea tres frascos de partículas de antimateria, más grandes que las producidas antes. Casi inmediatamente, la doctora Vetra va a revisar los frascos cuando encuentra el globo ocular del padre Silvano, que fue asesinado para abrir la puerta de seguridad con su ojo, y uno de los frascos de antimateria es robado. Al mismo tiempo, la Iglesia católica está de luto por la repentina muerte del Papa Pío XVI en Roma y se prepara para el cónclave papal para elegir al próximo Papa. El camarlengo, el padre Patrick McKenna (Ewan McGregor), asume el control temporal de la Santa Sede y antes de que el cónclave entre en aislamiento, cuatro de los preferiti (los cardenales favoritos a ser elegidos papa) son secuestrados por un hombre que dice representar a los Illuminati. En un mensaje de video, amenaza con matar a un candidato cada hora a partir de las 8 p. m. y destruir toda la Ciudad del Vaticano a la medianoche, usando el frasco de antimateria que falta como bomba. La Santa Sede convoca al simbologista Robert Langdon (Tom Hanks) de la Universidad de Harvard y a Vetra para ayudarles a salvar a los cuatro preferiti y localizar el frasco.
Langdon escucha el mensaje de los Illuminati y deduce que los cuatro cardenales morirán en los cuatro altares del "Camino de la Iluminación", marcados por estatuas de ángeles en lugares relevantes para los cuatro elementos clásicos. Sobre las objeciones del comandante Maximilian Richter (Stellan Skarsgård), jefe de la Guardia Suiza, pero con el consentimiento de McKenna, Langdon obtiene acceso al Archivo Secreto Vaticano. Una vez ahí, examina por unos momentos el libro prohibido de Galileo Galilei con Vetra. Siguiendo las pistas y acompañados por el inspector general Ernesto Olivetti (Pierfrancesco Favino) y Claudio Vincenzi (David Pasquesi) del Cuerpo de Gendarmería de la Ciudad del Vaticano, llegan a la Capilla Chigi, en la iglesia de Santa María del Popolo. Allí encuentran al cardenal Ebner (Curt Lowens) muerto, asfixiado con tierra y marcado con un ambigrama de la palabra "tierra". Verifican que la segunda ubicación es la concurrida plaza de San Pedro y llegan justo cuando el cardenal Lamassé (Franklin Amobi), ensangrentado, aparece entre la multitud con su pecho marcado con "aire". Vetra intenta, sin éxito, realizarle respiración cardiopulmonar, solo para descubrir que sus pulmones han sido perforados, mientras el asesino (Nikolaj Lie Kaas) se escapa entre el gentío.
Vetra estudia los diarios de Silvano y al mismo tiempo, Langdon, Olivetti y Vincenzi localizan la tercera iglesia, Santa Maria della Vittoria, y llegan para ver al cardenal Guidera (Bob Yerkes) con la marca "fuego" y suspendido sobre una pila de madera en llamas. Se produce un tiroteo entre el asesino y los oficiales, con Olivetti y Vincenzi muriendo en el proceso, además del cardenal Guidera que es atravesado por una bala perdida. Langdon logra escapar, pero no antes de ser descubierto por el asesino. Langdon convence a dos oficiales carabinieri para que lo lleven a la siguiente ubicación y el trío parte con prisa al altar del "agua", la Fontana dei Quattro Fiumi, justo cuando el asesino llega en una furgoneta. El asesino mata a los oficiales y deja caer al cardenal Baggia (Marco Fiorini) atado a una estructura de hierro en la fuente para que se ahogue, antes de despedirse de Langdon y marcharse. Con la ayuda de los transeúntes, Langdon rescata al cardenal, quien le dice que la guarida de los Illuminati es el Castillo de Sant'Angelo. Ahí, Langdon y Vetra descubren un pasaje oculto que conduce al Vaticano, que es utilizado por el asesino como un escondite. Allí descubren un cofre con cinco marcas de hierro, y se dan cuenta de que la quinta marca (el emblema de la Santa Sede) es para el Papa (el camarlengo), pero se enfrentan al asesino antes de que puedan alertar a McKenna. El asesino perdona sus vidas una vez más, afirmando que matarlos no es parte de su misión, a menos que lo persigan. Luego, les advierte crípticamente que tengan cuidado, ya que sus contratantes son «hombres de Dios» antes de partir. Escapa a un automóvil que le dejó su contratante, pero muere inmediatamente cuando explota al encenderse.
Langdon y Vetra se apresuran a regresar al Vaticano, donde encuentran al comandante Richter amenazando a McKenna con un arma y a este último con el emblema de la Santa Sede marcado en el pecho con un hierro incandescente. Richter y el arzobispo Simeon (Cosimo Fusco) son muertos a tiros por los guardias. Cuando Richter muere frente a Langdon, abre la mano para revelar una llave que toma Langdon. El frasco de antimateria es encontrado en la tumba de San Pedro, debajo de la iglesia, pero la vida útil de la batería es demasiado baja como para arriesgarse a volver a conectarlo a una batería. McKenna, siendo un expiloto de la Aeronáutica Militare, toma el frasco y usa un helicóptero que se encuentra en la plaza de San Pedro para volar sobre el Vaticano. A gran altura, salta en paracaídas cuando la bomba de antimateria explota en lo alto. McKenna es aclamado como un héroe y salvador, y los cardenales proclaman una moción para elegirlo Papa, pese a las reticencias del cardenal Strauss (Armin Mueller-Stahl), el gran elector del cónclave. Langdon y Vetra usan la llave de Richter para ver un video de seguridad que muestra a McKenna hablando con Richter antes del ataque. El video revela que fue el mismo McKenna quien ideó toda la conspiración. Se revela también que fue él quien asesinó al Papa (su propio padre adoptivo) con una sobredosis de tinzaparina, medicamento que le era suministrado debido a una tromboflebitis, porque sintió que éste había traicionado a la Iglesia al tratar de cerrar la brecha entre la ciencia y la religión al aceptar una reunión con Silvano para abrazar la idea de la existencia de la "Partícula de Dios" (la antimateria). Después de que McKenna hubiese matado al Papa, tenía la intención de elegirse para el papado mientras reunía a los cardenales más conservadores a su lado, usando el regreso de los Illuminati para hacerles creer que estaban en una guerra y que él sería el guerrero que podría conducirlos. La grabación es mostrada al cónclave papal y McKenna al fin se da cuenta de que ha sido descubierto. Huye hacia el acceso de la tumba de San Pedro en el edificio, donde se suicida inmolándose antes de que la Guardia Suiza lo apresara.
La Santa Sede anuncia oficialmente que McKenna murió debido a lesiones internas sufridas durante el aterrizaje del paracaídas (incluso pidiendo su canonización), y el cardenal Baggia (el único preferiti que sobrevivió) es nombrado como Papa Lucas I, con el cardenal Strauss como su nuevo camarlengo. Strauss agradece a Langdon por su ayuda y le da el libro de Galileo a Langdon para su investigación como un regalo de él mismo y del papa Lucas, solicitando que el testamento de Langdon lo devuelva al Vaticano, y cualquier referencia futura que pueda hacer sobre la Iglesia católica en sus futuras publicaciones se haga con delicadeza, a lo que Langdon responde: "Lo intentaré". Cuando termina la película, Lucas I comparte un agradecido asentimiento con Langdon y Vetra, y sale al balcón para saludar a la multitud que lo espera en la plaza de San Pedro.

## Reparto
- Tom Hanks como Robert Langdon, un profesor de simbología de la Universidad de Harvard
- Ewan McGregor como el padre Patrick McKenna, camarlengo de la Iglesia católica
- Ayelet Zurer como la Dra. Vittoria Vetra, una científica del CERN cuyo experimento de antimateria es robado por los Illuminati.
- Stellan Skarsgård como el comandante Maximiliano Richter, jefe de la Guardia Suiza.
- Pierfrancesco Favino como el inspector general Ernesto Olivetti del Cuerpo de Gendarmería de la Ciudad del Vaticano.
- Nikolaj Lie Kaas como el asesino
- Armin Mueller-Stahl como el cardenal Strauss, Decano del Colegio Cardenalicio y del cónclave papal.
- Thure Lindhardt como el teniente Chartrand, oficial de la Guardia Suiza.
- David Pasquesi como Claudio Vincenzi, un oficial de la Policía del Vaticano enviado a traer a Langdon.
- Cosimo Fusco como el arzobispo Simeón, Prefecto de la Casa Pontificia.
- Victor Alfieri como el teniente Valenti, un oficial de la policía de Roma que lleva a Langdon a la Fuente de los Cuatro Ríos.
- Carmen Argenziano como el padre Silvano Bentivoglio, un sacerdote católico y científico del CERN que realizó el experimento de antimateria junto con la Dra. Vetra.
- Marco Fiorini como el cardenal Baggia/Papa Lucas I, uno de los cuatro Preferiti, cardenal de Milán y el favorito para tener éxito como el nuevo Papa.
- Bob Yerkes como el cardenal Guidera, uno de los cuatro Preferiti y arzobispo de Barcelona, España.
- Franklin Amobi como el cardenal Lamassé, uno de los cuatro Preferiti y arzobispo de París, Francia.
- Curt Lowens como el cardenal Ebner, uno de los cuatro Preferiti y arzobispo de Fráncfort, Alemania.
- Todd Schneider como un agente de policía de Roma compañero del teniente Valenti quien, junto con éste, lleva a Langdon a la Fuente de los Cuatro Ríos.
- Anna Katarina como la guía de turistas del Panteón, quien le dice a Langdon el nombre de la primera iglesia.
- Howard Mungo como el cardenal Yoruba
- Rance Howard como el cardenal Beck
- Steve Franken como el cardenal Colbert
- Gino Conforti como el cardenal Pugini
- Elya Baskin como el cardenal Petrov

## Producción

### Desarrollo
En 2003, Sony adquirió los derechos de la novela Angeles y demonios junto con El código de Da Vinci en un trato con el autor, Dan Brown. En mayo de 2006, tras el lanzamiento de la adaptación cinematográfica de El código Da Vinci, Sony contrató al guionista Akiva Goldsman, quien escribió la adaptación cinematográfica de esta cinta, para adaptar Ángeles y demonios. La filmación debía comenzar originalmente en febrero de 2008 para un lanzamiento estimado en diciembre del mismo año, pero debido a la huelga de guionistas en Hollywood, la producción fue retrasada para un estreno el 15 de mayo de 2009. Luego, David Koepp reescribió el guion antes de que comenzara el rodaje.
El director Ron Howard optó por tratar Angels & Demons como una secuela de la película anterior, en lugar de una precuela, ya que muchos habían leído la novela después de El código Da Vinci. Le gustaba la idea de que Langdon había ya pasado por una aventura y que ahora era un personaje más seguro. A Howard le fue más cómodo adaptar libremente la historia porque la novela era menos popular que El código Da Vinci. El productor Brian Grazer dijo que habían sido demasiado "reverentes" al adaptar El código Da Vinci, lo que resultó en que fuera "un poco larga y escénica". Esta vez, "Langdon no se detiene y da un discurso, cuando él habla, está en movimiento", aseguró. Howard coincidió, diciendo: "Es más acerca de la modernidad chocando con la antigüedad y la tecnología frente a la fe, por lo que estos temas, estas ideas son mucho más activas, mientras que el otro vivió tanto en el pasado. Los tonos son solo innatamente tan diferentes entre las dos historias."

### Diferencias con el libro
- En el libro, Robert Langdon es llamado por el CERN, mientras que en la película es llamado por el Vaticano.
- En el libro, el científico que muere en el CERN es el padre de Vittoria Vetra, en la película es un compañero de investigación.
- En la película toda la acción dentro del CERN así como la participación del director, Maximilian Kohler, son omitidas.
- En el libro, el asesino se comunica con el camarlengo por una llamada telefónica que hace al Vaticano; mientras que en la película manda un vídeo con un mensaje y las imágenes de los cardenales secuestrados.
- En el libro el asesino llama a la BBC para que el reportero asignado en el reportaje del cónclave informe al mundo de los acontecimientos de esa noche; mientras que en la película omiten totalmente esa parte de la historia.
- En el libro, el camarlengo se llama Carlo Ventresca, y en la película, Patrick McKenna.
- En la novela el comandante de la Guardia Suiza es Olivetti, siendo en la película Ritcher (quien en la novela es el segundo al mando de la Guardia Suiza y su nombre es Rocher).
- En la película, Olivetti es un inspector.
- En la película, Langdon rescata al cardenal Baggia en la Fuente de los Cuatro Ríos; en la novela el cardenal muere ahogado y el asesino cree ahogar a Langdon también, tras forcejear con él en la fuente.
- En la novela, el camarlengo se suicida quemándose en el balcón papal al ver que todos los cardenales se dieron cuenta de su traición a la iglesia y también porque descubre que su padre era el papa que asesinó. En la película, cuando se ve acorralado por la Guardia Suiza toma una lumbrera y se inmola a sí mismo dentro de la iglesia. En esta escena hay un gazapo evidente, ya que el camarlengo cuando se dispone a suicidarse toma la lumbrera y un mechero, supuestamente para derramarse el combustible de la lumbrera sobre el cuerpo y prender fuego con el mechero, pero en la siguiente escena ya no tiene el mechero y se incendia con la propia lumbrera.
- El cardenal encargado de guiar al cónclave en la novela es llamado Mortati, mientras que en la película se llama Strauss.
- La película es una secuela (es decir que los sucesos transcurren después de la historia de El código Da Vinci), y los personajes hacen mucha referencia a los acontecimientos ocurridos en la historia anterior, mientras que en el canon de las novelas ocurre al revés.
- En la película, Vittoria se queda en el Vaticano con el camarlengo, mientras que en la novela acompaña a Langdon al tercer altar de la ciencia, donde es secuestrada por el asesino y llevada a la iglesia de iluminación, el Castillo Sant'Angelo.
- En la película, el asesino muere en una explosión al subir a un coche, mientras que en la novela, Vittoria y Langdon lo tiran de un balcón en el Castillo Sant'Angelo.
- En la película, el nuevo camarlengo le regala a Langdon el libro escrito por Galileo, mientras que en la novela el regalo es el diamante de los Illuminati, obsequiado por el nuevo Papa.
- La última marca en el libro es el Diamante de los illuminati, el cual está compuesto por las palabras de los 4 elementos. En la película, son llaves cruzadas, mediante la cual logran descifrar la ubicación de la antimateria.
- En el libro, "Il Pasetto" cruza la muralla del castillo, no pasa sobre ella.
- En el libro el camarlengo se hace llamar Jano para no ser identificado por el Hassassin.
- En el libro, Carlo Ventresca (Patrick McKenna en la película) dice ser iluminado por Dios al momento de saber donde se encuentra la antimateria, y no espera a que Robert Langdon lo intuya.
- En la novela, sólo Vittoria Vetra y su padre conocían la existencia de la antimateria, y en la película hay un gran equipo de científicos involucrados en el proyecto.
- Leonardo Vetra (no mencionado en la película) es marcado con el ambigrama distintivo de los Illuminatti. En la película, el asesino manda al Vaticano el ambigrama como responsabilizando a los Illuminati por el secuestro de los cardenales.
- En el libro, en la escena del helicóptero, el camarlengo cae al suelo con el paracaídas (sin que nadie se dé cuenta) y no se mata. En la película, se tira en paracaídas y las heridas se las produce en el choque contra los techos y las paredes para dar más realismo a la escena.
- En el libro, Robert Langdon sube al helicóptero y logra salvarse usando el cobertor del cristal de vinilo del helicóptero como paracaídas, logrando salvarse cuando cae al río. En la película no sube y simplemente observa la escena.
- En la película el asesino es un matón contratado, se puede ver una escena donde se le están trasfiriendo fondos a su cuenta, y no se hace referencia al linaje de los Hassassin como en el libro, como tampoco a los impulsos sexuales que lo motivan.
- En la película, el cardenal Baggia es nombrado Papa con Strauss (Mortati en la novela) como camarlengo. En la novela, Mortati es designado Papa, ya que Baggia es asesinado (como los otros tres cardenales).
- En el libro, el plan del camarlengo es descubierto por Robert Langdon y Vittoria observando la cámara de seguridad que el director del CERN, Maximilian Kohler, tenía en su silla de ruedas. En la película es igualmente descubierto por Robert Langdon y Vittoria, pero observando las cámaras de seguridad que Ritcher había instalado en la Oficina Papal para vigilar al Papa por si le ocurría algún percance médico.
- En la novela, Robert Langdon llega a la Piazza Navona en un coche robado, mientras que en la película lo llevan unos carabinieri.
- En la película, al tercer altar de la ciencia, Santa María de la Vittoria, van Langdon, Vittoria y algunos hombres del cuerpo de la gendarmería vaticana, mientras que en el libro, solo van Langdon, Vittoria y Olivetti.
- En el libro, Olivetti muere con el cuello quebrado, mientras que en la película lo degüellan.
- En la novela, se da a conocer una creciente atracción entre Langdon y Vittoria.
- Al final, en la película se omite la parte en la que Robert y Vittoria intiman, dentro del hotel Bernini.

### Filmación

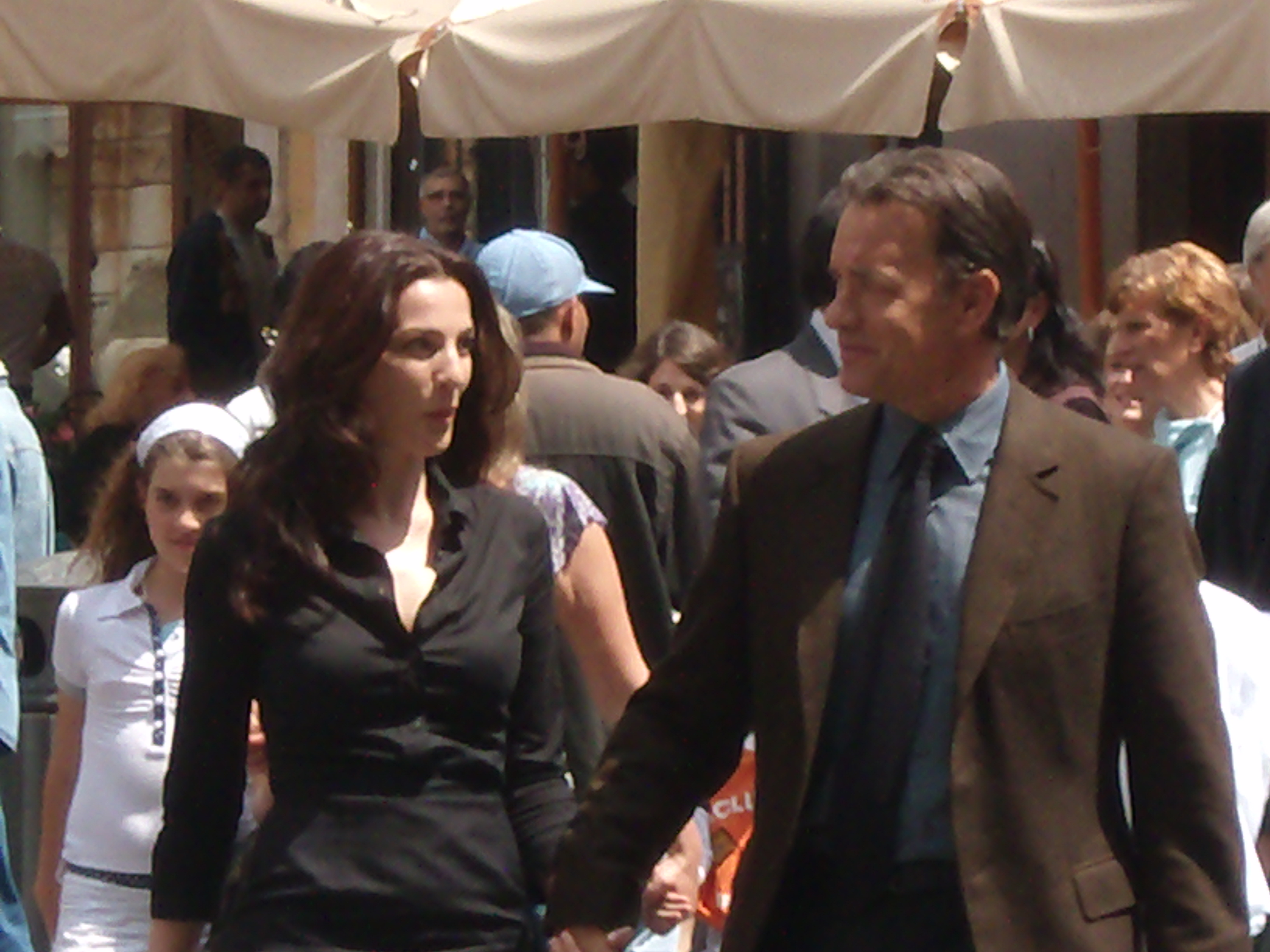
Tom Hanks y Ayelet Zurer afuera del Panteón de Roma.

El rodaje comenzó el 4 de junio de 2008 en Roma bajo el falso título de Obelisco. Los cineastas programaron tres semanas de filmación en una localización exterior debido a una huelga organizada por el Sindicato de Actores de Cine el 30 de junio de ese año. El resto de la película fue filmada en los estudios de Sony Pictures en Culver City, California, para permitir esta huelga. Los funcionarios de la Iglesia católica encontraron ofensivo El código Da Vinci y prohibieron filmar en sus iglesias, por lo que las escenas de las iglesias fueron grabadas en los estudios de Sony. El Palacio de Caserta fue duplicado como el exterior del Vaticano, y la Biblioteca Angélica se utilizó en lugar de la Biblioteca Apostólica Vaticana. La filmación tuvo lugar en la Universidad de California en Los Ángeles en julio del mismo año. Sony e Imagine Entertainment organizaron un rodaje ecológico, seleccionando las locaciones donde se grabaría en base al tiempo y al combustible que se ahorraría, utilizando contenedores de carga para soportar paredes fijas o pantallas verdes, así como almacenar accesorios para futuras producciones o donarlos a organizaciones benéficas.
Howard odiaba que la huelga del Gremio de Escritores lo obligara a retrasar el rodaje de la película hasta el verano. Sin embargo, la rápida grabación le permitió refinar el naturalismo que había empleado en su anterior película, Frost/Nixon, a menudo con cámaras de mano para prestar una energía adicional a las escenas.
Hanks interrumpió el rodaje de una escena con el fin de ayudar a la australiana Natalia Dearnley a pasar por la multitud, para llegar a tiempo a su boda. McGregor dijo que el funeral del Papa era la secuencia más aburrida de la película, ya que solo estaban caminando por las escaleras. Entonces, según el actor, "alguien empezó a cantar Bohemian Rhapsody [y] se convirtió en la melodía del funeral".
Al recrear el interior de la Basílica de San Pedro, el diseñador de producción Allan Cameron y el supervisor de efectos visuales Angus Bickerton reconocieron que los sonidos de 80 pies de altura eran sólo de la mitad del tamaño de la iglesia real. Reconstruyeron el área alrededor y las criptas debajo del Baldaquino de San Pedro, incluyendo el fondo de las columnas y la estatua de San Pedro, y lo rodearon con una pantalla verde de 360 grados para que el resto pudiera ser construido digitalmente. Cameron tenía veinte trabajadores, haciéndose pasar por miembros del público, fotografiando todo lo que podían dentro de la Capilla Sixtina, y había artistas dibujando y agrandando recreaciones de las pinturas y mosaicos de las fotografías. Cameron eligió presentar la Capilla Sixtina como lo fue antes de la restauración de sus frescos, porque prefería el contraste que los colores ahumados y silenciados presentaría con los cardenales. Aunque la capilla fue construida a tamaño completo, la Sala Regia se hizo más pequeña para caber dentro de este set de grabación.
La Plaza de San Pedro y la Plaza Navona se construyeron en el mismo set; después de completarse las escenas en el primero, pasaron seis semanas convirtiendo el set, derribando el lado de la Basílica y excavando 3 pies y medio de asfalto para construir la fuente. Como se había filmado en la Piazza Navona real, la transición entre ella y la réplica tenía que ser sin fisuras. Para presentar la Basílica de Santa María del Popolo en proceso de renovación, se utilizó una estación de policía en Roma frente a la iglesia real para el exterior; y el andamio escondería que no era la iglesia. Cameron construyó el interior de Santa María del Popolo en el mismo conjunto que la recreada Santa María della Vittoria para ahorrar dinero; y el andamio también disfrazó esto. La versión de la película de Santa María della Vittoria era más grande que la real, por lo que acomodaría las grúas usadas para filmar la escena. Para filmar el interior del Panteón, dos aediculas y la tumba de Rafael fueron reconstruidos a escala a una altura de 30 pies, mientras que el resto fue con pantalla verde. Debido a la disposición simétrica del edificio, los cineastas fueron capaces de rodar toda la escena durante dos días y reparar el lado real para fingir que era otro. La segunda unidad tomó fotografías del Gran colisionador de hadrones y las pegó en escenas establecidas en el CERN.

## Banda sonora
La banda sonora de la cinta, Angels & Demons: Original Motion Picture Soundtrack, fue lanzada a la venta el 22 de mayo de 2009.
Hans Zimmer volvió a componer la banda sonora para la secuela. Se optó por desarrollar la pista "Chevaliers de Sangreal", del final de El código Da Vinci, como tema principal de Langdon en la película, ocupando también un lugar destacado las pistas "God Particle" y "503". La banda sonora contó además con la participación del violinista Joshua Bell.

| N.º | Título                           | Duración |  |
| 1.  | «160 BPM»                        | 6:41     |  |
| 2.  | «God Particle»                   | 5:20     |  |
| 3.  | «Air»                            | 9:07     |  |
| 4.  | «Fire»                           | 6:51     |  |
| 5.  | «Black Smoke»                    | 5:45     |  |
| 6.  | «Science and Religion»           | 12:27    |  |
| 7.  | «Immolation»                     | 3:39     |  |
| 8.  | «Election By Adoration»          | 2:12     |  |
| 9.  | «503»                            | 2:14     |  |
| 10. | «H2O (Bonus downloadable track)» | 1:51     |  |

## Versión casera
El DVD de la película fue lanzado el 24 de noviembre de 2009 en varios países como una versión teatral y con corte extendido.
El corte extendido incluye las escenas violentas que se habían cortado para asegurar una clasificación PG-13. En el Reino Unido, la versión teatral ya censurada de Estados Unidos tenía que ser censurada un poco más para obtener una calificación de BBFC 12 A. El Blu-ray incluye la versión teatral original y está clasificado como BBFC 15.

## Recepción

### Taquilla
En el extranjero, Ángeles y demonios mantuvo la posición # 1 en su segundo fin de semana de estreno, aun con el lanzamiento de Noche en el Museo: La batalla del Smithsoniano, que abrió en el # 2. La película se estrenó con 46 millones de dólares en la taquilla nacional. El código Da Vinci se había estrenado a nivel nacional con 77,1 millones de dólares, pero la apertura de la secuela cumplió con la predicción de Columbia Pictures de recaudar entre 40 y 50 millones de dólares, ya que el material fuente de la película no era tan popular como el de su predecesor. En más de un mes, la película recaudó $ 478,869,160 dólares en todo el mundo, convirtiéndose en la película de mayor recaudación de 2009, hasta que fue superada por Transformers: la venganza de los caídos. De estos 478 millones de dólares, un poco más del 27% provino de cines locales, lo que elevó la cifra mundial, con más de 30 millones de dólares en el Reino Unido, 21 millones de dólares en España, 13 millones en Brasil, 13 millones en Rusia, 34 millones en Japón y 47 millones de dólares en Alemania. Ángeles y demonios fue la novena película de mayor recaudación en taquilla de 2009, con cifras totales de 485.930.810 dólares en todo el mundo.

### Crítica
La película recibió críticas mixtas por parte de la prensa especializada. El sitio web de críticas Rotten Tomatoes informó que sólo el 37% de los 249 críticos dieron a la película una revisión positiva, con una calificación promedio de 5.1 / 10. El consenso general del sitio dice: "Ángeles y demonios es un paseo muy emocionante, y una mejora de la última adaptación de Dan Brown, pero la historia a menudo oscila entre lo inverosímil y lo ridículo, y no se traduce eficazmente a la gran pantalla". En el sitio web Metacritic, la cinta tiene una puntuación de 48 sobre 100, basada en 36 opiniones. El crítico de la BBC Mark Kermode criticó la "tontería" de la película, diciendo: "Mientras que la película original presentó a Hanks de pie en cuartos oscuros explicando la trama a cualquier persona que todavía estuviera despierta, esta segunda salva a Hanks teniendo mucha acción. Tom explica el diagrama mientras funciona...un gran avance".
Richard Corliss, de Time, le dio a la película una revisión positiva, afirmando: "Ángeles y demonios tiene satisfacciones elementales en su mezcla de género de películas que podría atraer a amplios segmentos de la audiencia." Roger Ebert, de Chicago Sun-Times, le da a la película tres estrellas, alabando la dirección de Howard como un "trabajo imparcial donde equilibra escalas" y afirmando que «[la película] promete entretener».The Christian Science Monitor le dio a la película una revisión positiva, alegando que la película es «una película de acción aceptable». Peter Travers, de Rolling Stone, le dio a la película dos y media de cuatro estrellas, argumentando que "la película se puede gozar, a pesar de la tontería de infierno que es." Joe Morgenstern, de The Wall Street Journal, le dio una revisión mixta, alegando que "logra mantenerte parcialmente comprometido, incluso en sus momentos más esotéricos o absurdos."
Neil Smith, de Total Film, le dio una puntuación de cuatro de cinco estrellas, diciendo que "algunos de los adornos más locos del autor son desechados en una película que enmienda el pecado cardinal de El código Da Vinci - no te aburrirás". Por su parte, el crítico Kim Newman le dio tres de cinco estrellas, afirmando que "todos los personajes de apoyo actúan como idiotas inútiles para mantener la trama, mientras que una conspiración aparentemente todopoderosa parece consistir en dos tipos de malvados".

### Iglesia católica
CBS News entrevistó a un sacerdote que trabajaba en Santa Susana, Barcelona, quien afirmó que la Iglesia no quería que sus templos estuvieran asociados con escenas de asesinato. Un guía también declaró que la mayoría de los sacerdotes no se oponían a que los turistas visitaran las iglesias por interés, después de leer el libro, una tendencia que no iría sino a continuar después de la gente ver la película. «Creo que son conscientes de que es una obra de ficción y que está atrayendo gente a sus iglesias», aseguró. Grazer consideró extraño que aunque El código Da Vinci fuera una novela más polémica, tenían más libertad filmando escenas en Londres y Francia. Las autoridades italianas esperaban que los cineastas corrigieran los errores de localización que existen en la novela, para limitar la cantidad de explicaciones que tendrían que darles a turistas confundidos.
William A. Donohue, presidente de la Liga Católica estadounidense, no pidió un boicot, pero sí solicitó que se avisara a los católicos sobre ciertos sentimientos anticatólicos existentes en la historia. «Mi meta es darle al público un gran aviso: disfruta de la película, pero ten en cuenta que es una fábula, se basa en mitos maliciosos, intencionalmente avanzados por Ron Howard», expresó. Un ejecutivo de Sony respondió que estaban decepcionados con Donohue por no haber creado atención hacia la película más cerca a su fecha de lanzamiento. Howard criticó a Donohue por prejuzgar la película, respondiendo que no podía ser llamado anticatólico, dado que Langdon protege a la Iglesia y por su representación de sacerdotes que apoyan a la ciencia.
El periódico L'Osservatore Romano, calificó la película de «entretenimiento inofensivo», dándole una revisión positiva y reconociendo que "el tema es siempre el mismo: una secta contra la Iglesia, pero esta vez la Iglesia está del lado de los buenos". Antes, había declarado que no aprobaría la película, mientras que La Stampa informó que la Santa Sede la boicotearía. Sin embargo, también citó al Arzobispo Velasio De Paolis diciendo que un boicot tendría probablemente el "efecto bumerán" de llamar más la atención sobre Ángeles y demonios, y darle mayor publicidad.
En una entrevista titulada Angels & Demons: from the Book to the Movie, Massimo Introvigne, director del CESNUR (Centro para el Estudio de Nuevas Religiones), señaló errores en hechos cruciales en la novela original de Dan Brown y en la versión cinematográfica. Introvigne también criticó la mitología de los Illuminati por tratarla como si se tratara de un hecho histórico. De todos modos, así es como funcionan todas las novelas de Dan Brown: hay que tener mucho cuidado en creerse al pie de la letra todas las explicaciones que se dan a través del personaje de Langdon, pues en ellas hay muchas incorrecciones de tipo histórico y artístico, y hasta bíblico y teológico.

### Prohibición en Samoa
En Samoa, la película fue prohibida por el censor de películas Lei'ataua Olo'apu. Este declaró que estaba prohibiendo la película porque era «crítica de la Iglesia católica» y para «evitar cualquier discriminación religiosa por otras denominaciones y creencias contra la Iglesia». El observador de Samoa señaló que el propio Olo'apu era católico. La Junta de Censura había prohibido previamente la película El código Da Vinci, por ser «contradictoria con las creencias cristianas».

## Premios y nominaciones
| Premio                  | Categoría                  | Destinatario(s) y candidato(s) | Resultado |
| ----------------------- | -------------------------- | ------------------------------ | --------- |
| 2009 Teen Choice Awards | Choice Movie: Drama        | Ángeles y demonios             | Nominado  |
| 2009 Teen Choice Awards | Choice Summer Movie: Drama | Ángeles y demonios             | Nominado  |

## Secuela
Sony Pictures produjo una adaptación cinematográfica de Inferno, el cuarto libro de la serie de Robert Langdon, la cual fue estrenada el 14 de octubre de 2016, nuevamente con Ron Howard como director, David Koepp adaptando el guion y Tom Hanks regresando a su papel como Robert Langdon. La filmación comenzó el 27 de abril de 2015 en Venecia y finalizó el 21 de julio del mismo año. El 2 de diciembre de 2014, Felicity Jones estaba en las primeras conversaciones para protagonizar la película. El actor de Bollywood Irrfan Khan fue elegido para interpretar a El Preboste. La actriz danesa Sidse Babett Knudsen también fue agregada al reparto como Elizabeth Sinskey.